# بنجامين بريتن

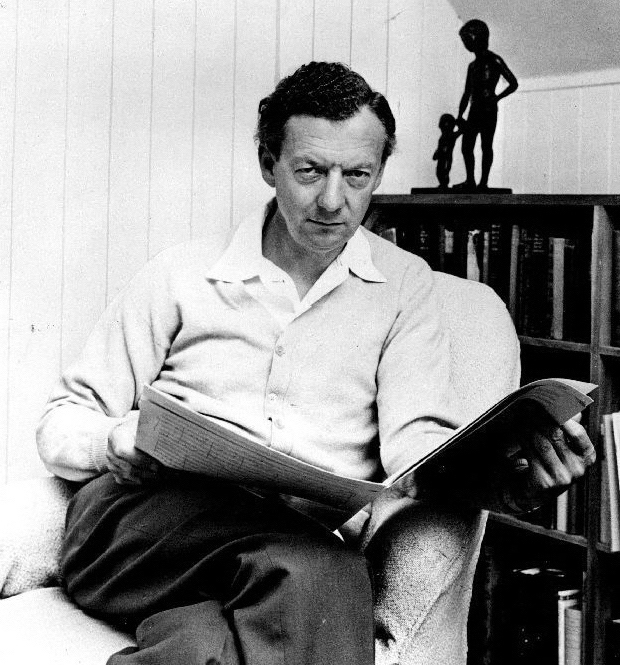
برتين في منتصف الستينات

بنجامين بريتن بالإنجليزية Benjamin Britten)
(و. 22 نوفمبر 1913 – ت. 4 ديسمبر 1976)
مؤلف موسيقي إنجليزي عرف بشكل خاص لأوبراته وموسيقاه الصوتية الأخرى. بدأ بريتن دراساته في كل من البيانو والتأليف الموسيقي في سن مبكرة. رغم أن أعماله الأولى كانت آلية في الأساس وواحدة من أشهر الأعمال هي «دليل الشاب للأوركسترا» الذي ساعد السامع التعرف على مختلف الآلات الموسيقية، معظم أعماله الرائعة غنائية. من بيها أوبرات «بيتر جرايمز» (التي تعتبر أفضل أوبراته)، «اغتصاب لوكريسيا» و«ألبرت هيرنج» و«بيلي باد» و«حلم ليلة صيف» و«موت في البندقية»؛ و”سرينادة للتينور والهورن وأوركسترا الوتريات؛ و«سيمفونية الربيع» للأصوات الصولو والكوراس والأوركسترا؛ و«قداس جنائزي للحرب» على نص لقداس جنائزي كاثوليكي وتسع قصائد للشاعر الإنجليزي ويلفريد أوين؛ «وحفل الترانيم»؛ والكثير من الألحان للأغاني الشعبية وكذلك أغاني أصلية كثيرة. أعماله للآلات تشمل سوناتا للتشيللو والبيانو، والكمان واعمال لكونشرتو للتشيللو. موسيقى بريتن تقليدية في الغالب في الإيقاعي واللحن لكن تستخدم بحرية الهارمونيات المتنافرة.

## حياته
كان بنجامين بريتن دون جدل أهم مؤلف موسيقي بريطاني منذ هنري بورسيل، مع تقريبا 100 عمل موسيقي كبير ينسب له، يتراوح من أوبرات كبيرة للموسيقى السهلة لأطفال المدارس. رغم أنه كان مؤلف لحني بالتأكيد ولمتزن، كان أسلوب بريتن الحديث دون شك في اقتصاده ووضوحه وطاقته. كان بشكل خاص لامع في الكتابة الوصفية – «أربعة إنترلود للبحر» من أوبراه «بيتر جريمز» تصتحضر الذكريات بشكل مذهل – لكنه نادرا ما انغمس في الثراء لمعاصره مايكل تيبيت. كما وصف يهودي منهاين في السابق بشكل نذكره: «إذا يمكن للرياح والماء كتابة الموسيقى سيبدو مثل بين».
ولد بريتن في لوستوفت في يوم سانت سيسليا – بشكل مناسب بما أنها قديسة الموسيقى الراعية. أنه التي كانت موسيقية ومطربة هاوية تركت الأثر الذي كون سنواته الأولى، وقبل أن يبلغ الخامسة كان بالفعل يؤلف. واصل بريتن تلقي دروس من المؤلف فرانك بريدج الذي عرفه على موسيقى المؤلفين الأوروبيين مثل بارتوك وألبان بيرج وشونبرج. وبعد الدراسة في الكلية الملكية للموسيقى، حصل بريتن على وظيفة في وحدة الفيلم في مكتب البريد وكتب موسيقى لعدد من الأفلام التسجيلية المبتكرة (بما في ذلك «البريد الليلي»)، وهي تجربة حاسمة في تحسين تكنيكه كمؤلف موسيقي درامي. كما التقى وتعاون مع الشاعر دبلو إتش أودين، الذي أصبح بعد ذلك أحد أهم الآثار عليه في حياته، مما دعم هدوء بريتن وقدم النص لأول مجموعة أغاني هامة له، وهي «آبائنا الصائدون» 1936.
لم يرض أودين عن حياته في إنجلترا، فهاجر لامريكا عام 1939 تلا ذلك عدة أشهر لاحقا من بريتن وبيتر بيرز التينور الذي كان شريك بريتن لحوالي أربعين عاما – صعب إيجاد شريك ساد لهذا الحد الإنتاج المبدع لمؤلف موسيقي مثلما فعل هذه الشراكة. قضى برتن وبيرز نحو ثلاثة أعوام في أمريكا حيث كتب بريتن أول عمل أوركسترالي كبير له وهو «سيمفونية قداس جنائزي» 1940، وأول عمل درامي له «الأوبريت بول بونيان» 1941 لكلمات أودين. هذه الفترة في أمريكا كانت حاسمة في إظهار ارتباط بريتن العميق بتراثه الإنجليزي ومشاعره تجاه بلده الأم إست أنجليا التي ارتفعت بمقال قرأه عن شاعر سافولك جورج كراب. قرر العودة لإنجلترا ولتلحين عمل كراب كأوبرا.
عاد بريتن للوطن عام 1942 وسرعان ما كتب بعض من أفضل موسيقاه «احتفال أغاني عيد الميلاد» ومجموعة من أغاني لبيرز بعنوان سرينادة للتينور والهورن والوتريات. لكن كانت أوبرا «بيتر جريمز» 1945، المقتبسة عن قصة لكراب الذي وضعه بصرامة على الخريطة حيث أثبته ليس فقط كمؤلف لامع لكن أيضا كمعلق مخلص على الأحداث الاجتماعية والسياسية شيء يجري افتتاحية Snape Maltings خارج ألديرج سمح بإنتاج أعمال أكبر للاوبرا و«الوفاة في البندقية» آخر اوبرا من 15 عمل لبريتن أنتجها هناك عام 1973. مع إعطاء بيرز أكثر دور صعب على المسرح كان «الوفاة في البندقية» أكثر تصريح عام عن علاقته الطويلة مع المطرب. عام 1976 قبل بريتن جائزة مدى الحياة – وهو أول موسيقي يحصل عليها. توفي في ديسمبر من نفس العام من مرض القلب الذي أضعفه في سنواته الاخيرة القليلة.

## وصلات خارجية
- بنجامين بريتن على موقع IMDb (الإنجليزية)
- بنجامين بريتن على موقع الموسوعة البريطانية (الإنجليزية)
- بنجامين بريتن على موقع مونزينجر (الألمانية)
- بنجامين بريتن على موقع ألو سيني (الفرنسية)
- بنجامين بريتن على موقع ميوزك برينز (الإنجليزية)
- بنجامين بريتن على موقع أول موفي (الإنجليزية)
- بنجامين بريتن على موقع قاعدة بيانات برودواي على الإنترنت (الإنجليزية)
- بنجامين بريتن على موقع قاعدة بيانات الأفلام السويدية (السويدية)
- بنجامين بريتن على موقع إن إن دي بي (الإنجليزية)
- بنجامين بريتن على موقع أول ميوزيك (الإنجليزية)

1. 1 2  Archivio Storico Ricordi، QID:Q3621644
2. ↑  Hansard 1803–2005 (بالإنجليزية), QID:Q19204319
3. 1 2  Andrew Bell, Encyclopædia Britannica (بالإنجليزية البريطانية), Illustrator: Andrew Bell, Encyclopædia Britannica, Inc., OCLC:71783328, QID:Q455
4. ↑   https://wihuriprizes.fi/wihuri-sibelius-prize/?lang=en. {{استشهاد ويب}}: |url= بحاجة لعنوان (مساعدة) والوسيط |title= غير موجود أو فارغ (من ويكي بيانات) (مساعدة)
5. ↑  MusicBrainz (بالإنجليزية), MetaBrainz Foundation, QID:Q14005
6. ↑  The Facts on File Dictionary of Music, Christine Ammer 2004
7. ↑  The Rough Guide to Classical Music by Joe Staines